# Waldteiche westlich Schönau
Waldteiche westlich Schönau este o arie protejată (arie specială de conservare — SAC, sit de importanță comunitară — SCI) din Germania întinsă pe o suprafață de 52 ha, integral pe uscat.

## Localizare
Centrul sitului Waldteiche westlich Schönau este situat la coordonatele 51°19′25″N 14°13′16″E / 51.3236°N 14.2211°E.

## Înființare
Situl Waldteiche westlich Schönau a fost declarat sit de importanță comunitară în iunie 2002 pentru a proteja 7 specii de animale. Situl a fost protejat și ca arie specială de conservare în aprilie 2011.

## Biodiversitate
Situată în ecoregiunea continentală, aria protejată conține 2 habitate naturale: Lacuri eutrofice naturale cu vegetație de tip Magnopotamion sau Hydrocharition, Fânețe de joasă altitudine (Alopecurus pratensis, Sanguisorba officinalis).
La baza desemnării sitului se află mai multe specii protejate:
- amfibieni (2): buhai de baltă cu burta roșie (Bombina bombina), triton cu creastă (Triturus cristatus)
- mamifere (4): liliac cârn (Barbastella barbastellus), lupul (Canis lupus), vidră de râu (Lutra lutra), liliac comun (Myotis myotis)
- nevertebrate (1): libelule (Leucorrhinia pectoralis)